# جایزه بزرگ اشتیریا
جایزه بزرگ اشتیریا (به آلمانی: Großer Preis der Steiermark) یک مسابقات اتومبیلرانی فرمول یک است که در پیست رد بول برگزار می شود. اولین مسابقه در سال ۲۰۲۰ برگزار شد.

## تاریخچه

### ۲۰۲۰
همه گیری کووید-۱۹ در سال ۲۰۲۰ منجر به اخلال در تقویم اصلی مسابقه شد و تعدادی از رویدادها لغو شد. جایزه بزرگ اشتیریا به منظور جبران جایزه بزرگ‌های لغو شده، به عنوان یک مسابقه جایگزین، مانند چندین جایزه بزرگ جدید دیگر به همراه چندین جایزه بزرگ قدیمی که دوباره احیا شده بودند، به تقویم اصلاح شده اضافه شد. لوئیس همیلتون از مرسدس که در خط یک خضور داشت، در این رقابت پیروز شد.

### ۲۰۲۱
علیرغم قصد اصلی برای جایزه بزرگ اشتیریا که به عنوان رویدادی که یک بار برگزار شود، این رویداد در سال ۲۰۲۱ به عنوان هشتمین دور از مسابقات قهرمانی جهان، جایگزین جایزه بزرگ ترکیه خواهد شد که به دلیل محدودیت سفر برای مدیریت بیماری همه گیر کووید-۱۹، لغو شده است.

## برندگان
| سال  | راننده        | تیم          | گزارش |
| ---- | ------------- | ------------ | ----- |
| ۲۰۲۰ | لوئیس همیلتون | مرسدس        | گزارش |
| ۲۰۲۱ | ماکس فرستاپن  | ردبول ریسینگ | گزارش |